# Bejeweled 2
Bejeweled 2 este un joc video dezvoltat de PopCap Games.

## Obiectivul jocului
Obiectivul jocului este să umpli o bară (în modul clasic, infinit și de acțiune) sau să elimini toate pietrele din tabla de joc (în modul puzzle).

### Pietre speciale
4 pietre în linie = piatra cu putere
5 pietre în linie = hipercub

#### Moduri de joc
Clasic (Classic) - joacă până nu mai sunt mutări disponibile pe tabla de joc
Acțiune (Action) - bate ceasul în timp record; încearcă să umpli bara de jos înainte ca timpul să se scurgă
Puzzle (Puzzle) - elimină toate pietrele de pe tabla de joc pentru a termina puzzeeluri
Infinit (Endless) - relaxează-te în acest joc foarte lung cu mutări disponibile mereu

##### Moduri secrete de joc
Crepuscular (Twilight) - jocul clasic modificat: cu imagini mai întunecoase, cu vocile mai joase, vin pietrele din alte direcții, etc.
Rapid (Hyper) - un mod de 5 ori mai rapid decât cel de acțiune
Cunoștințe (Cognito) - rezolvă puzzle-uri fără indicii pentru a termina un nivel
Finitate (Finity) - umple bara doar cu pietre cu putere, hipercuburi, bombe, etc.

##### Cum se trișează?
În timpul jocului, scrie pe tastatură codurile de mai jos scrise cu litere mari pentru efecte speciale.
NOFRAME - butoanele din stânga și tabla de joc vor dispărea
GREENSCREEN - ecranul se va face verde
AMBERSCREEN - ecranul se va face portocaliu
BLACKANDWHITE - ecranul va fi alb-negru
COLORSWAP - culorile pietrelor se vor schimba
NETWORK - imaginea de fundal a jocului se va schimba
STARFIELD - imaginea de fundal a jocului se va schimba
NAUSEA - imaginea va di "pe valuri"
NORMAL - totul va reveni la normal
1. 1 2 3  Steam, accesat în 31 martie 2022